# Здание коммерческого училища (Саратов)
Здание коммерческого училища — здание начала XX века в городе Саратове, Саратовской области. Памятник истории и культуры регионального значения. В настоящее время здесь размещается учебный корпус Саратовского государственного аграрного университета имени Н. И. Вавилова.

## История
В 1905 году по проекту архитектора Алексея Салько в Саратове, на Константиновской улице, было возведено здание для нужд Коммерческого училища. Данное учебное учреждение открылось в 1900 году и сначала располагалось в здании Общества купцов и мещан. Расположение нового строения выбрали престижное и дорогое, рядом находился Митрофаньевский базар и будущий Крытый рынок. Здесь проходила линия конки, а позже трамвайная линия. В Саратове в тот исторический период это было одно из самых больших, в три этажа, городских учебных заведений. Просторные светлые классы, в цокольном этаже разместилось множество подсобных помещений. Фасад декорирован красивым обрамлением окон, ажурными балконами, восемью полуколоннами, рельефными деталями и парадным подъездом с широкой лестницей и небольшим портиком.

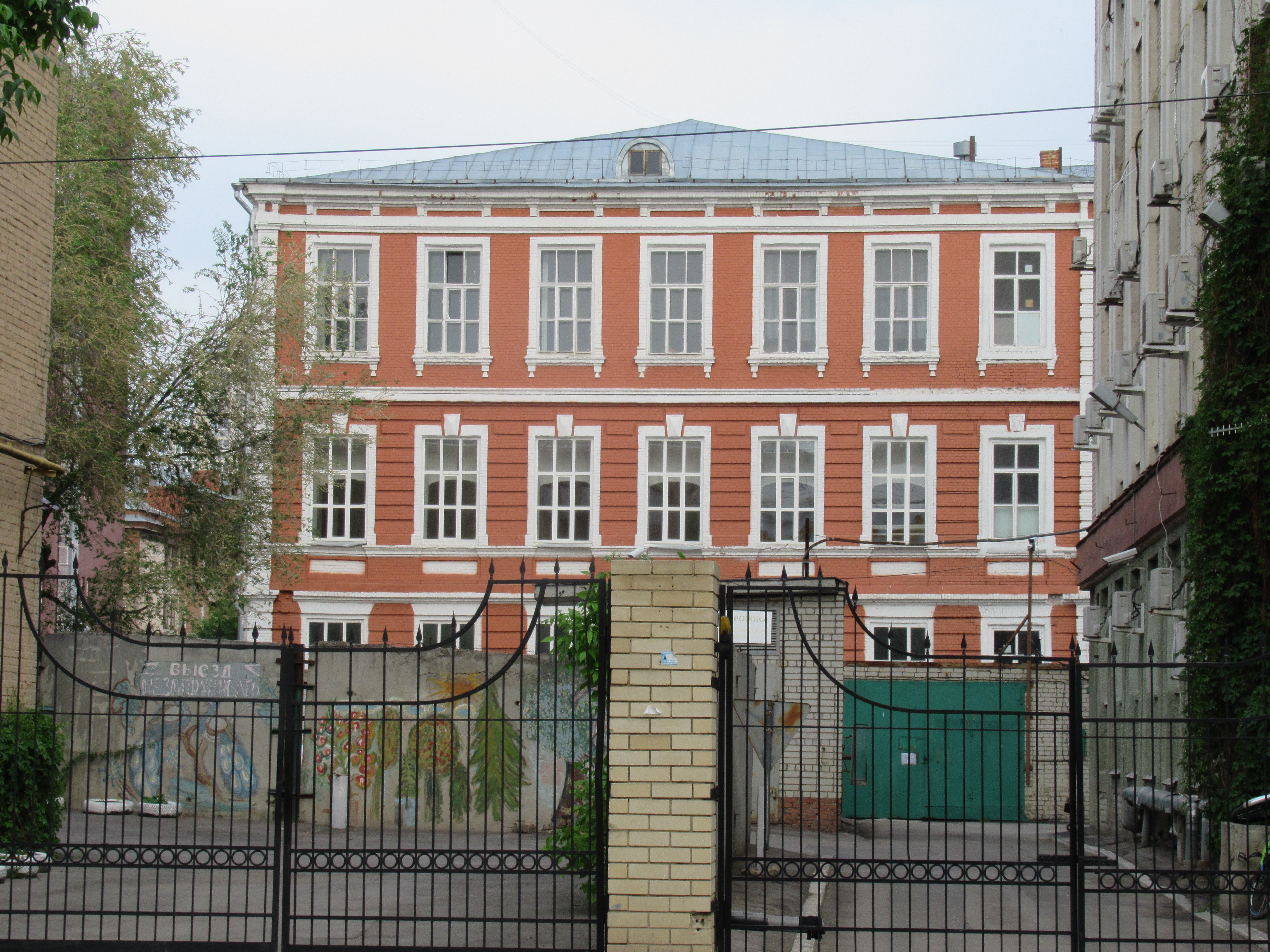
Вид сбоку

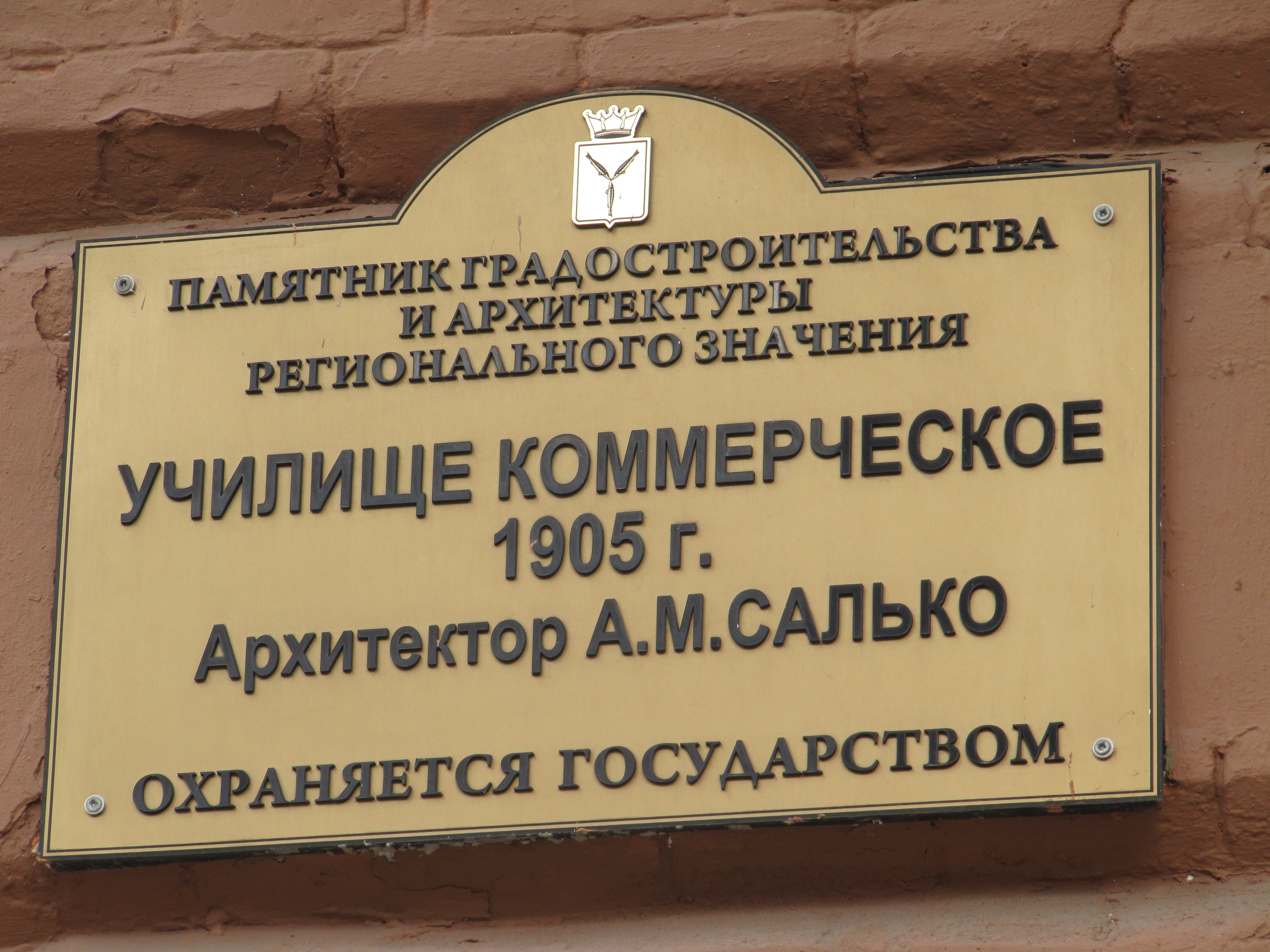
Табличка

Многие представители купеческих семей вошли в состав попечительского совета училища. За счёт собранных пожертвований были оборудованы учебные классы и лаборатории. Выпускники учреждения, получая аттестат, наделялись статусом личный почётный гражданин, что определяло для них некоторые привилегии. С 1908 года коммерческое училище находилось в ведение учебного отдела Министерства торговли и промышленности Российской Империи. Небольшой промежуток времени здесь проходил обучение и писатель Константин Федин. В 1918 году, после революции, коммерческое училище было ликвидировано.
В 1932 году это сооружение было отдано для нужд Московского института сельскохозяйственного машиностроения. Через несколько месяцев учебное заведение стало именоваться  Нижне-Волжским институтом общего машиностроения, а позже — Саратовским институтом механизации сельского хозяйства. В 1994 году здесь разместились учебные помещения  Саратовского государственного агроинженерного университета.
В 1998 году принято решение об образовании Саратовского государственного аграрного университета имени Н.И. Вавилова. Здание продолжили использовать для обучения студентов. 
Здание, на основании постановления правительства области, является объектом культурного наследия регионального значения.